# Marcia DeBonis
Marcia DeBonis est une actrice américaine, née le 4 juin 1960, aux États-Unis.

## Filmographie

### Cinéma
- 1992 : Ma vie est une comédie - Linda
- 1996 : Mesure d'urgence - Pam
- 1997 : Trait pour trait - Rosie
- 1997 : Commandements - La réceptionniste
- 1997 : L'Associé du diable - Infirmière #2
- 1998 : River Red - Sara
- 1998 : The Truman Show - Infirmière
- 1998 : Quitte ou double - Femme du bar #2
- 1999 : Babylon, USA - Lisa
- 1999 : Les Cendres d'Angela - Miss Leibowitz
- 2001 : L.I.E. Long Island Expressway - La conseillère d'orientation
- 2002 : Séduction en mode mineur - Abigail
- 2004 : 30 ans sinon rien - Arlene
- 2004 : Imaginary Heroes - Infirmière Lindy
- 2005 : 12 and Holding - Grace Fisher
- 2006 : The Doctor Cares - Hazel (court-métrage)
- 2007 : Raving - Femme dans la rue (court-métrage)
- 2008 : The Understudy - Alison
- 2009 : Meilleures Ennemies - Angela
- 2009 : Whatever Works - La femme du restaurant chinois
- 2010 : Lettres à Juliette - Lorraine
- 2011 : The Green - Brenda
- 2012 : The Dictator - La femme de la chambre d'hôtel
- 2012 : That's What She Said - Bebe
- 2013 : The English Teacher - Infirmière Terri
- 2014 : Are You Joking ? - Mindy Stein
- 2014 : Ruth et Alex - La femme au sweat
- 2016 : Sully - Shae Childers
- 2017 : Blame - Miss Cohen
- 2019 : Uncut Gems - Professeur d'art dramatique
- 2022 : Funny Pages - Cheryl
- 2024 : La Vie rêvée de Miss Fran (Sometimes I Think About Dying) de Rachel Lambert

### Télévision

#### Séries
- 1994 : New York, police judiciaire - Jessica (1 épisode)
- 1997 : Spin City - L'agent (1 épisode)
- 2008-2009 : Lipstick Jungle : Les Reines de Manhattan - Ellen (9 épisodes)
- 2010 : Mercy - Lorraine (1 épisode)
- 2010 : Rubicon - Melody (1 épisode)
- 2010-2011 : The Big C - Cheryl (2 épisodes)
- 2011 : Then We Got Help ! - Sharon (1 épisode)
- 2011 : Naked in a Fishbowl - Jill (1 épisode)
- 2011 : Larry et son nombril - La femme du taxi (1 épisode)
- 2013 : Homeland - Abby (2 épisodes)
- 2013-2014 : Wallflowers - Leslie (8 épisodes)
- 2015 : Co-operation - Connie (1 épisode)
- 2018 : Divorce - Michelle (1 épisode)
- 2018 : Blacklist - Delores (1 épisode)
- 2018 : High Maintenance - Sharon (1 épisode)
- 2018 : Sneaky Pete - Carol Jenson (1 épisode)
- 2018 : Gone - Travailleuse de la prison (1 épisode)
- 2018-2019 : Orange Is the New Black - Cathy (5 épisodes)
- 2019 : The Deuce - Andrea Dworkin (1 épisode)
- 2019 : Almost Family - Jan (4 épisodes)
- 2020 : Social Distance - Linda (1 épisode)
- 2021 : The Other Two - Kathy (1 épisode)
- 2021 : Directrice - Laurie (3 épisodes)
- 2021 : Heels - Debbie (6 épisodes)
- 2022 : The Time Traveler's Wife - Nell (2 épisodes)

## Voix françaises
- Frédérique Cantrel dans :
  - 30 ans sinon rien (2004)
  - The Big C (2010)

- Michèle Buzynski dans Lipstick Jungle : Les Reines de Manhattan (2008-2009)